# Giovanni Ludovico di Saluzzo
Giovanni Ludovico di Saluzzo, o Giovanni Ludovico del Vasto (Saluzzo, 21 ottobre 1496 – Beaufort-en-Vallée, 1563), è stato marchese di Saluzzo dal 1528 al 1529, per soli sette mesi.

## Biografia

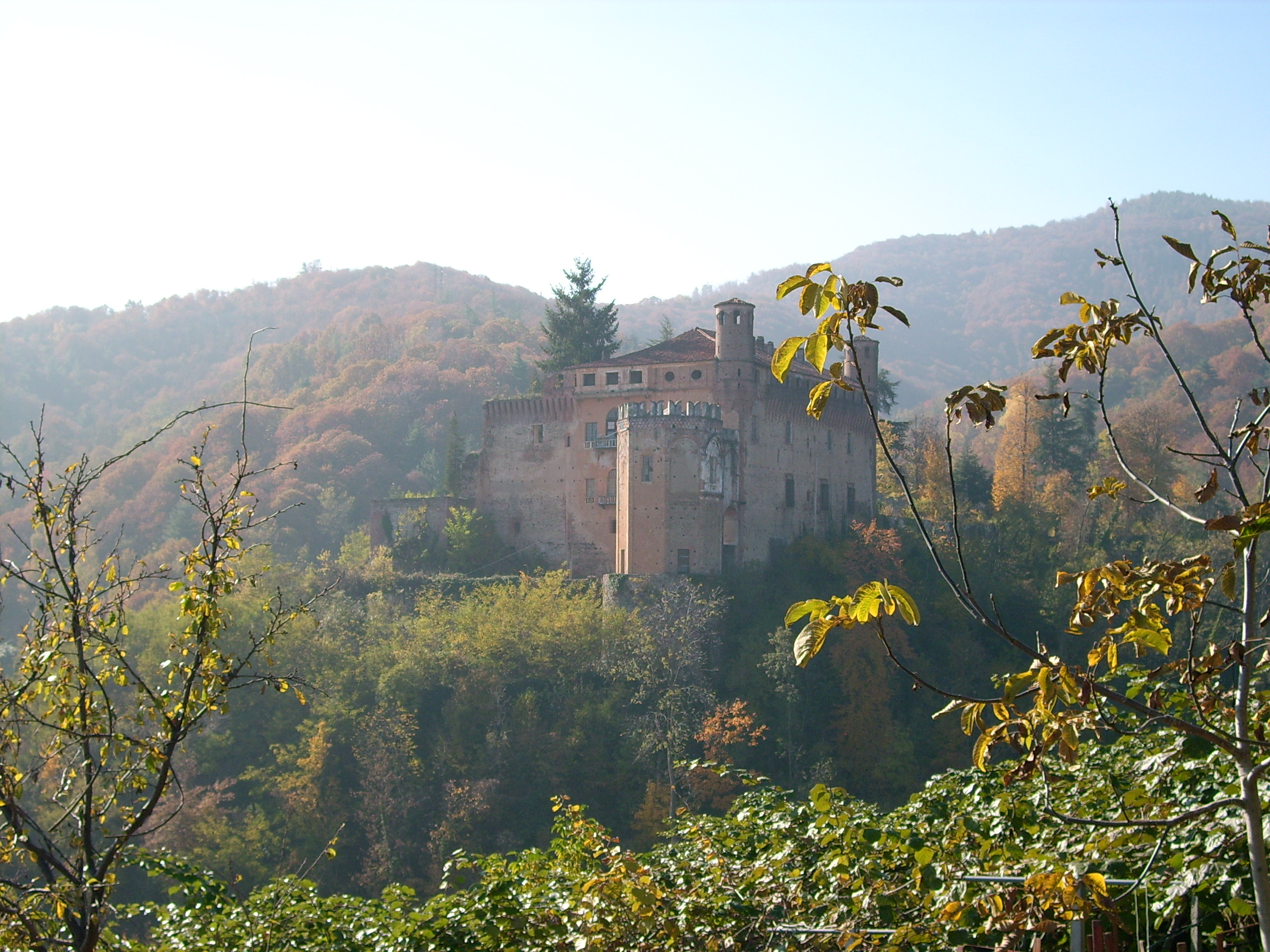
Il castello di Verzuolo: Giovanni Ludovico vi fu imprigionato dalla madre

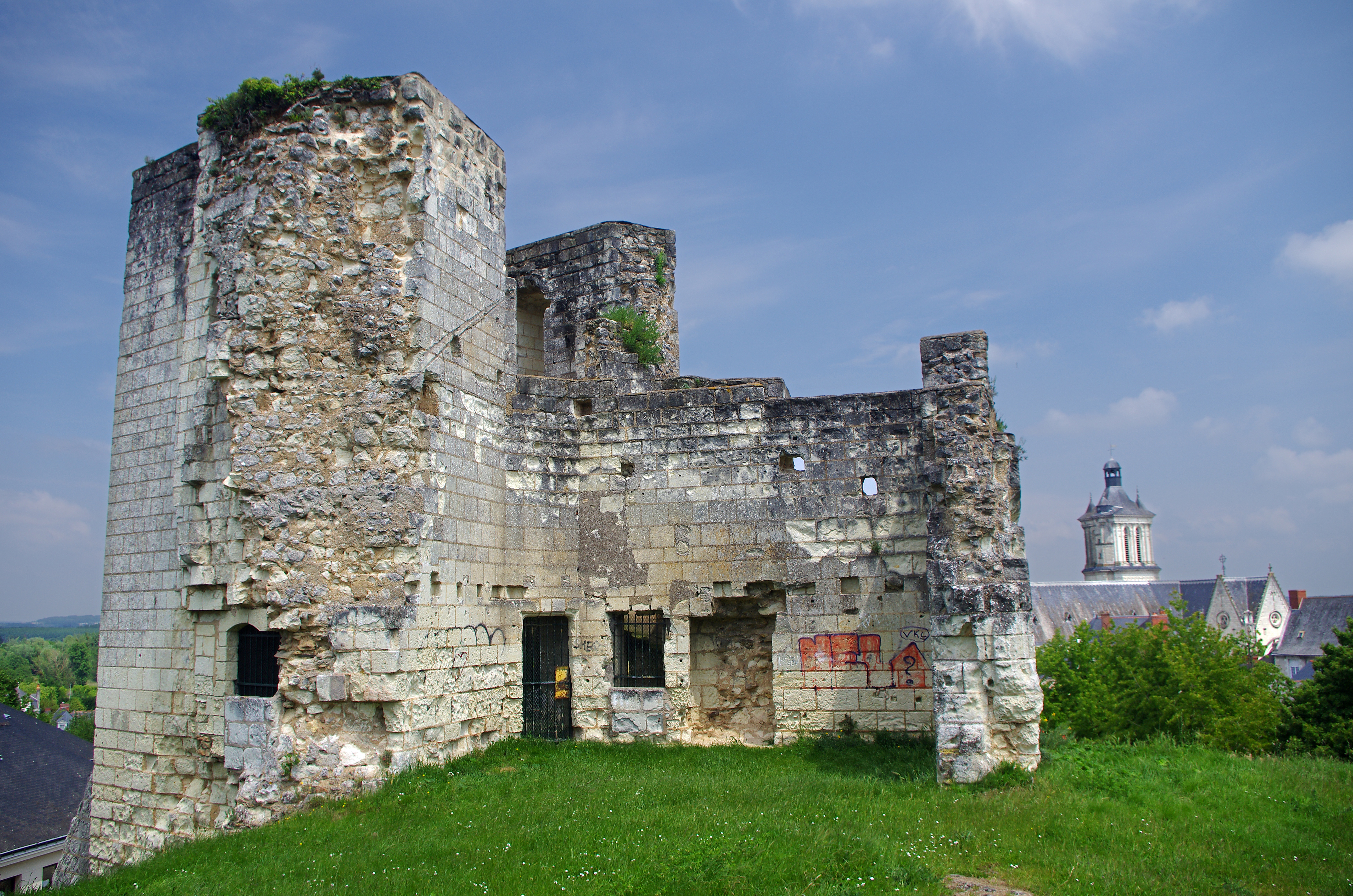
Beaufort: rovine della rocca dove morì Giovanni Ludovico

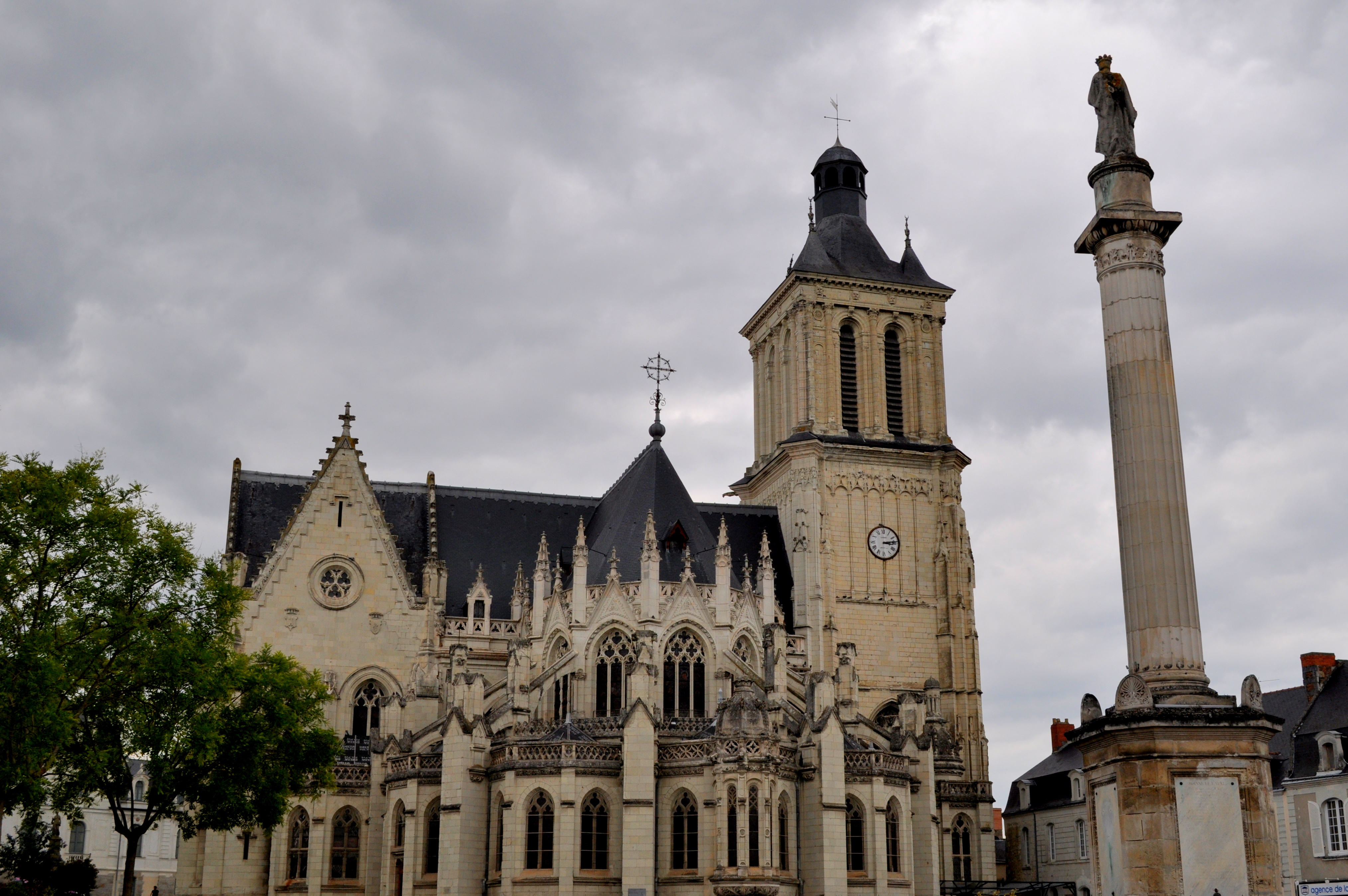
Beaufort: chiesa di Notre-Dame in cui fu sepolto Giovanni Ludovico

Era il secondogenito del marchese Ludovico II di Saluzzo e di Margherita di Foix-Candale. Nacque, come i fratelli, nel castello saluzzese detto La Castiglia.
Alla morte del padre, nel 1504, succedette nel marchesato il primogenito Michele Antonio sotto la reggenza di Margherita, donna risoluta e dispotica, fino al 1528, nonostante la raggiunta maggiore età del sovrano. La marchesa madre governò in modo assoluto per 24 anni.
Durante la guerra tra il regno di Francia e la Casa d'Asburgo si schierò dalla parte del re di Spagna e imperatore Carlo V, suscitando grande risentimento e indignazione in Margherita che non esitò a farlo arrestare e rinchiudere prima nella rocca di Revello, poi, più a lungo, in quella di Verzuolo.
Il 18 ottobre 1528 morì Michele Antonio: Margherita lo aveva indotto a nominare erede, nel testamento, non il legittimo Giovanni Ludovico, bensì il fratello minore Francesco.
Fu un'insurrezione popolare a liberarlo dal carcere nella fortezza di Verzuolo, ponendolo alla testa del marchesato. Giovanni volle subito incontrare la madre, nonostante l'ora tarda (mezzanotte), nella residenza di Saluzzo e le comunicò che, considerata la sua esperienza di governo, le permetteva di continuare la reggenza de facto. La scaltra marchesa finse di accettare e riappacificarsi con lui, ma il giorno dopo raggiunse il prediletto castello di Revello e riprese le trame per esautorare il figlio.
Giovanni Ludovico fece imprigionare a Revello il segretario di Margherita Francesco Cavassa e i suoi consiglieri, cercando di circoscrivere le manovre del fratello. Ma questi tentativi fallirono. Il 2 giugno 1529, il re Francesco I di Francia, fomentato dalla marchesa madre, concesse l'investitura del marchesato al figlio minore Francesco e fece rinchiudere nella Bastiglia il deposto Giovanni.
Giovanni Ludovico non riuscì più a riprendere il governo, il suo contestato dominio sul marchesato durò circa sette mesi. Inutili furono i suoi sforzi per tornare al potere, seppure sorretti da Carlo V: il marchesato passò ineluttabilmente sotto il controllo della monarchia francese.
Durante i regni dei fratelli Francesco (1529-1537) e Gabriele (1537-1548), ultimo sovrano, Giovanni Ludovico, abbandonato dai francesi e dagli imperiali che nel 1537 avevano provato a rimetterlo sul trono, visse una misera esistenza in solitudine (non si era mai sposato) ad Asti. Ritornò, poi, in Francia e morì, all'età di 67 anni, ultimo della famiglia marchionale, nel 1563, nel castello di Beaufort (contea d'Angiò) e fu tumulato nella chiesa di Notre-Dame.

## Discendenza

### Figli illegittimi
- Augusto Cesare morto dal 1586. La sua discendenza a Francia sono: Lur-Saluces.
- Francesco
- Michele

## Ascendenza
|                              |                           |                                 | Genitori                                |  |  | Nonni |  |  | Bisnonni               |  |  | Trisnonni              |  |
|                              |                           |                                 |                                         |  |  |       |  |  | Tommaso III di Saluzzo |  |  | Federico II di Saluzzo |  |
|                              |                           |                                 |                                         |  |  |       |  |  | Tommaso III di Saluzzo |  |  | Federico II di Saluzzo |  |
|                              |                           | Beatrice di Ginevra             |                                         |  |  |       |  |  | Tommaso III di Saluzzo |  |  |                        |  |
| Ludovico I di Saluzzo        |                           |                                 |                                         |  |  |       |  |  | Tommaso III di Saluzzo |  |  |                        |  |
|                              |                           | Margherita di Roucy             | Ugo II di Pierrepont                    |  |  |       |  |  |                        |  |  |                        |  |
|                              |                           | Margherita di Roucy             | Ugo II di Pierrepont                    |  |  |       |  |  |                        |  |  |                        |  |
|                              |                           | Margherita di Roucy             | Bianca di Coucy                         |  |  |       |  |  |                        |  |  |                        |  |
| Ludovico II di Saluzzo       |                           | Margherita di Roucy             |                                         |  |  |       |  |  |                        |  |  |                        |  |
|                              |                           | Giovanni Giacomo del Monferrato | Teodoro II del Monferrato               |  |  |       |  |  |                        |  |  |                        |  |
|                              |                           | Giovanni Giacomo del Monferrato | Teodoro II del Monferrato               |  |  |       |  |  |                        |  |  |                        |  |
|                              |                           | Giovanni Giacomo del Monferrato | Giovanna di Bar                         |  |  |       |  |  |                        |  |  |                        |  |
| Isabella Paleologa           |                           | Giovanni Giacomo del Monferrato |                                         |  |  |       |  |  |                        |  |  |                        |  |
|                              |                           | Giovanna di Savoia              | Amedeo VII di Savoia                    |  |  |       |  |  |                        |  |  |                        |  |
|                              |                           | Giovanna di Savoia              | Amedeo VII di Savoia                    |  |  |       |  |  |                        |  |  |                        |  |
|                              |                           | Giovanna di Savoia              | Bona di Berry                           |  |  |       |  |  |                        |  |  |                        |  |
| Giovanni Ludovico di Saluzzo |                           | Giovanna di Savoia              |                                         |  |  |       |  |  |                        |  |  |                        |  |
|                              | Gastone I di Foix-Candale | Arcimbaldo di Grailly           |                                         |  |  |       |  |  |                        |  |  |                        |  |
|                              | Gastone I di Foix-Candale | Arcimbaldo di Grailly           |                                         |  |  |       |  |  |                        |  |  |                        |  |
|                              | Gastone I di Foix-Candale | Isabella di Foix-Castelbon      |                                         |  |  |       |  |  |                        |  |  |                        |  |
| Giovanni I di Foix-Candale   | Gastone I di Foix-Candale |                                 |                                         |  |  |       |  |  |                        |  |  |                        |  |
|                              |                           | Margherita d'Albret             | Arnaud-Amanieu VIII d'Albret            |  |  |       |  |  |                        |  |  |                        |  |
|                              |                           | Margherita d'Albret             | Arnaud-Amanieu VIII d'Albret            |  |  |       |  |  |                        |  |  |                        |  |
|                              |                           | Margherita d'Albret             | Margherita di Borbone-Clermont          |  |  |       |  |  |                        |  |  |                        |  |
| Margherita di Foix-Candale   |                           | Margherita d'Albret             |                                         |  |  |       |  |  |                        |  |  |                        |  |
|                              |                           | Tommaso Kerdeston               | Leonardo Kerdeston                      |  |  |       |  |  |                        |  |  |                        |  |
|                              |                           | Tommaso Kerdeston               | Leonardo Kerdeston                      |  |  |       |  |  |                        |  |  |                        |  |
|                              |                           | Tommaso Kerdeston               | Margherita                              |  |  |       |  |  |                        |  |  |                        |  |
| Margherita Kerdeston         |                           | Tommaso Kerdeston               |                                         |  |  |       |  |  |                        |  |  |                        |  |
|                              |                           | Elisabetta de la Pole           | Michele de la Pole, II conte di Suffolk |  |  |       |  |  |                        |  |  |                        |  |
|                              |                           | Elisabetta de la Pole           | Michele de la Pole, II conte di Suffolk |  |  |       |  |  |                        |  |  |                        |  |
|                              |                           | Elisabetta de la Pole           | Katherine de Stafford                   |  |  |       |  |  |                        |  |  |                        |  |
|                              |                           | Elisabetta de la Pole           |                                         |  |  |       |  |  |                        |  |  |                        |  |